# Galàxia

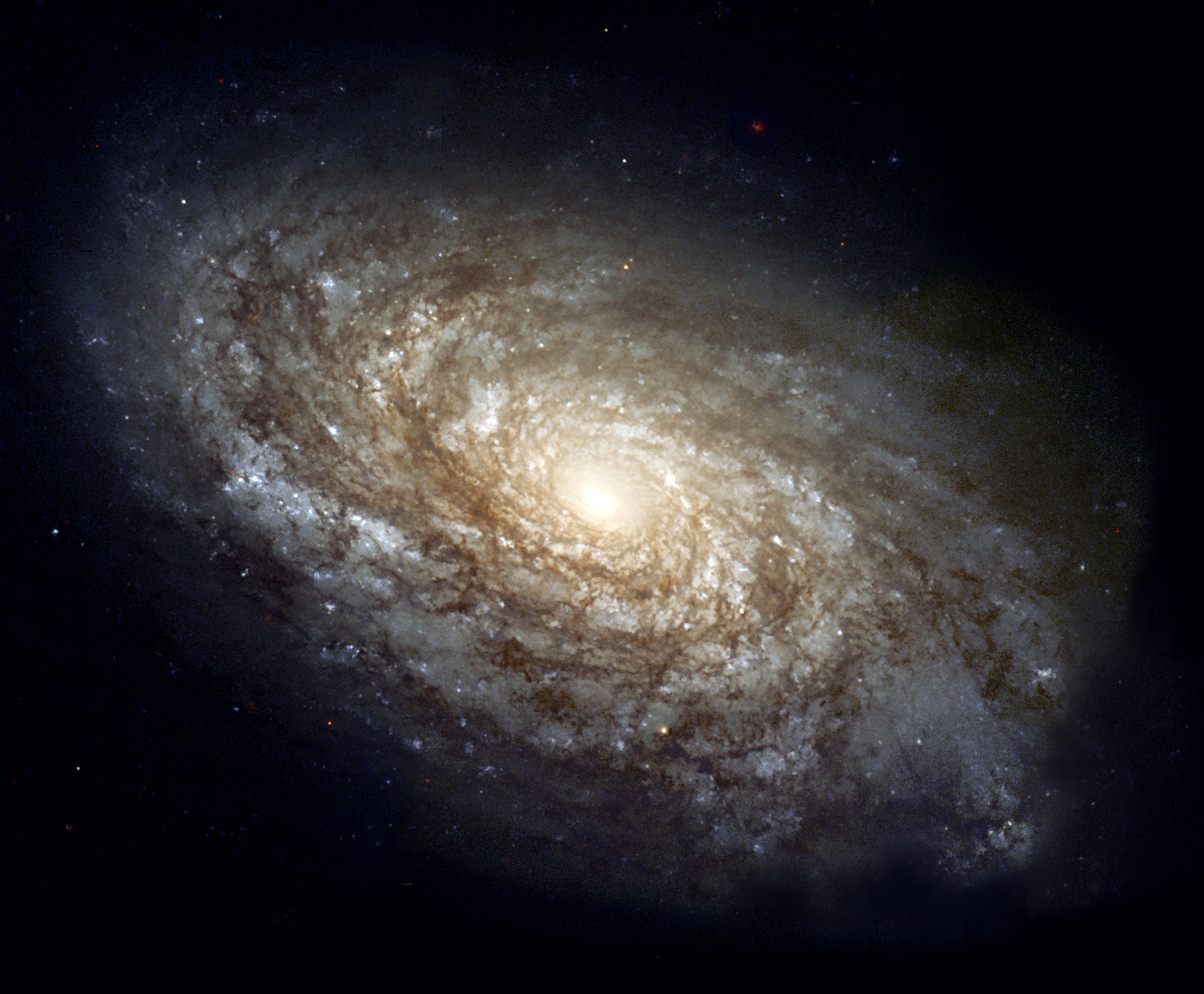
NGC 4414, una galàxia espiral situada a la constel·lació Cabellera de Berenice, d'uns 55.000 anys llum de diàmetre i a 60 milions d'anys llum de la Terra

La galàxia del Sombrero (M104), una galàxia espiral no barrada situada a la constel·lació de la Verge.

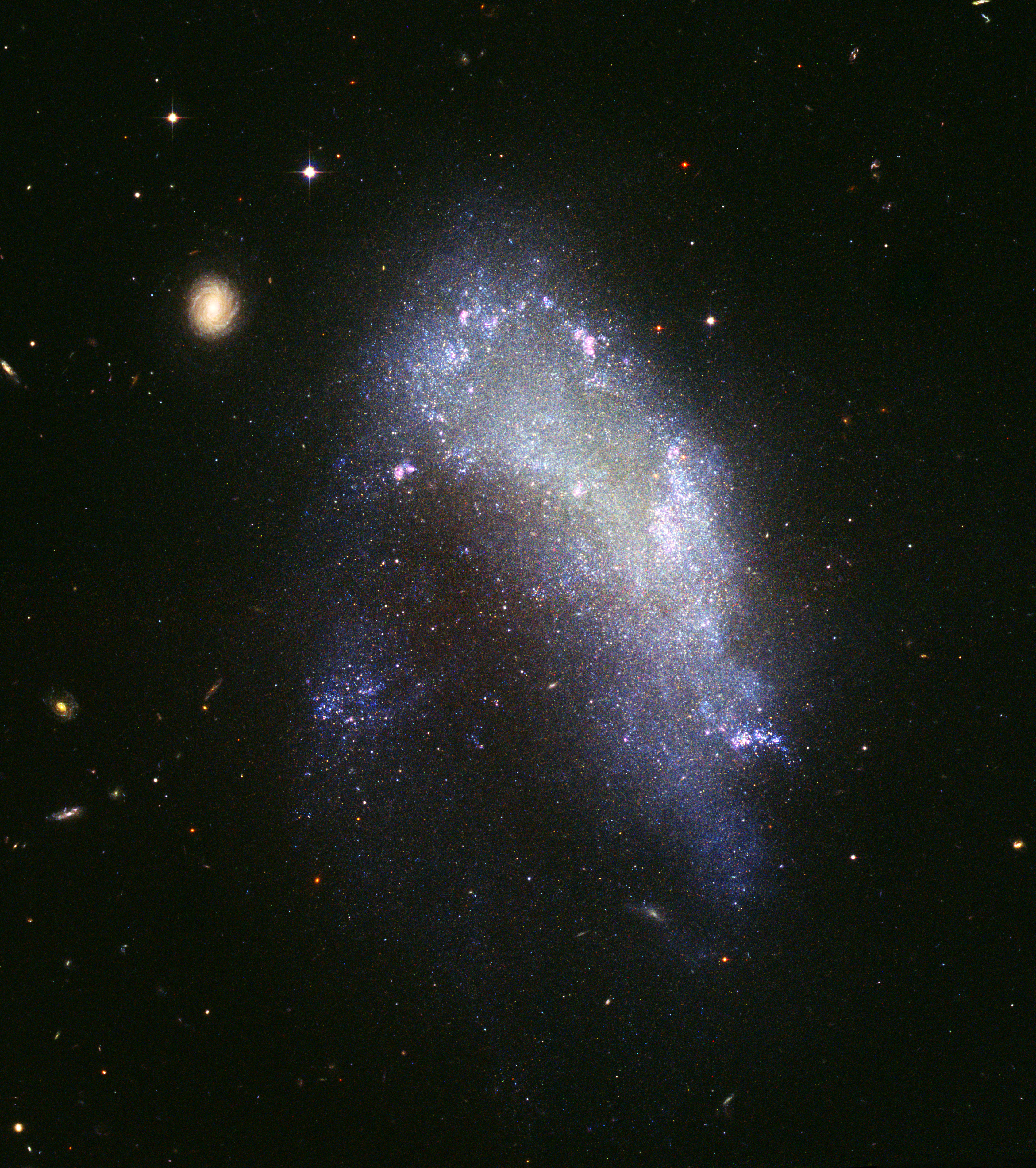
NGC 1427A, un exemple de galàxia irregular, a 52 milions d'anys llum de distància

Una galàxia és un conjunt d'estrelles, estrelles compactes, núvols de gas, planetes, pols còsmica, matèria fosca i energia units gravitatòriament en una estructura observable més o menys definida formalment. El 2016, utilitzant 20 anys d'imatges del telescopi espacial Hubble, es va estimar que a l'Univers observable hi ha en total uns dos bilions (2×1012) o més de galàxies, i fins a 1×1024 d'estrelles. Hi ha més estels a l'univers observable que grans de sorra a totes les platges del planeta Terra.
Les dimensions galàctiques van des de les galàxies nanes, amb uns pocs milers (103) d'estels, fins a galàxies immenses que n'acumulen cent bilions (10¹⁴), totes elles orbitant entorn del seu centre de masses. El sistema solar i, per tant, també el nostre planeta, es troba dins d'una galàxia, la Via Làctia. L'aspecte lletós de la part central de la nostra galàxia observada a ull nu des de la Terra va originar el nom de Via Làctia, camí de llet. El mot galàxia ve de la paraula grega galactos, que també significa lletós.

## Composició
Tot indica que al centre actiu de determinades galàxies hi ha un forat negre supermassiu; tanmateix, és difícil que es puguin detectar a causa de la gran densitat d'estels que hi ha a la part central d'una galàxia. Al voltant del forat negre hi ha diversos cúmuls estel·lars.
Els diferents materials que constitueixen una galàxia (estels i núvols de gas i pols) estan animats per un moviment de rotació entorn d'un eix amb una velocitat angular que és més elevada com més a prop del centre es troben. En determinades zones de les galàxies d'elevada concentració de pols i gas es produeix el naixement de nous estels. La densitat d'estels (és a dir, la quantitat que n'hi ha per unitat de volum) també depèn de la distància al centre galàctic: és més elevada com més a prop del centre. Tenen un volum de 10 a 100 Kilopàrsec de radi, mentre la seva massa va de 108, i 1012 masses solars.
L'espai que hi ha entre els diferents estels d'una galàxia s'anomena espai interestel·lar i pot ser gairebé buit de matèria o bé ocupat pels gasos o la pols d'una nebulosa. L'espai que hi ha entre les diferents galàxies s'anomena espai intergalàctic i és força buit de qualsevol mena de matèria, malgrat que poden haver-hi planetes i estrelles errants.
Les galàxies no es troben distribuïdes uniformement per l'espai sinó que formen agrupacions més o menys nombroses anomenades cúmuls de galàxies. La nostra galàxia, la Via Làctia, pertany a un d'aquests cúmuls, anomenat grup local, format per unes trenta galàxies, entre les quals hi ha també la Galàxia d'Andròmeda.
Val a dir que els cúmuls de galàxies es concentren alhora en grans conglomerats anomenats supercúmuls. El nostre grup local és a la part externa d'un supercúmul que comprèn gairebé cinc mil galàxies.
Edwin Hubble (tot i que Hubble sempre s'estimà més parlar de nebuloses, mentre que galàxies, el mot usat per Shapley, s'acabà imposant) va ser el primer astrònom que va plantejar l'existència de les galàxies, a les quals va anomenar universos illa, en adonar-se que algunes nebuloses no eren tals, sinó formacions estel·lars molt allunyades. Fins aleshores l'única part coneguda de l'Univers era la Via Làctia. També en va proposar la primera classificació, l'any 1926.

## Etimologia
El mot galàxia deriva del grec antic γαλαξίας (galaxias, "de llet", "lletós"), en referència a la Via Làctia, la galàxia a la qual pertany el sistema solar i la primera observada. En la mitologia grega, Zeus posa el seu fill Heracles nascut d'una dona mortal en el pit de la seva parella Hera mentre aquesta està dormint, de manera que pugui beure la seva llet divina i esdevenir també ell un déu immortal. Quan Hera s'adona que està alletant un nadó desconegut, l'aparta amb ràbia i un raig de llet esquitxa la nit estel·lar, produint la fina banda de llum coneguda com a la Via Làctia.
En textos medievals catalans, Galàxia es feia servir amb el significat actual de Via Làctia, encara que el seu nom vulgar era Carrera o Camí de Sant Jaume. Als textos astronòmics, el terme Galàxia en majúscula encara és emprat per referir-se específicament a la Via Làctia, per distingir-la dels bilions d'altres galàxies.
Quan William Herschel va compondre el seu catàleg d'objectes astronòmics, va fer servir el nom nebulosa espiral per certs objectes com la Gran Galàxia d'Andròmeda. Més tard, quan la veritable distància entre aquests objectes va poder apreciar-se amb més precisió, seria reconeguda com una immensa conglomeració d'estrelles, i varen ser anomenades "illes d'universos". Tot i així, com que la paraula univers era entesa per descriure la totalitat de l'existència l'expressió va caure en desús i aquests objectes varen començar a ser coneguts com a galàxies.

## Història de l'observació
En diferents moments de la història es va anar adquirint el coneixement de què la Terra és a una galàxia (la Via làctia) i que n'hi havia moltes altres a l'Univers.

### La Via Làctia

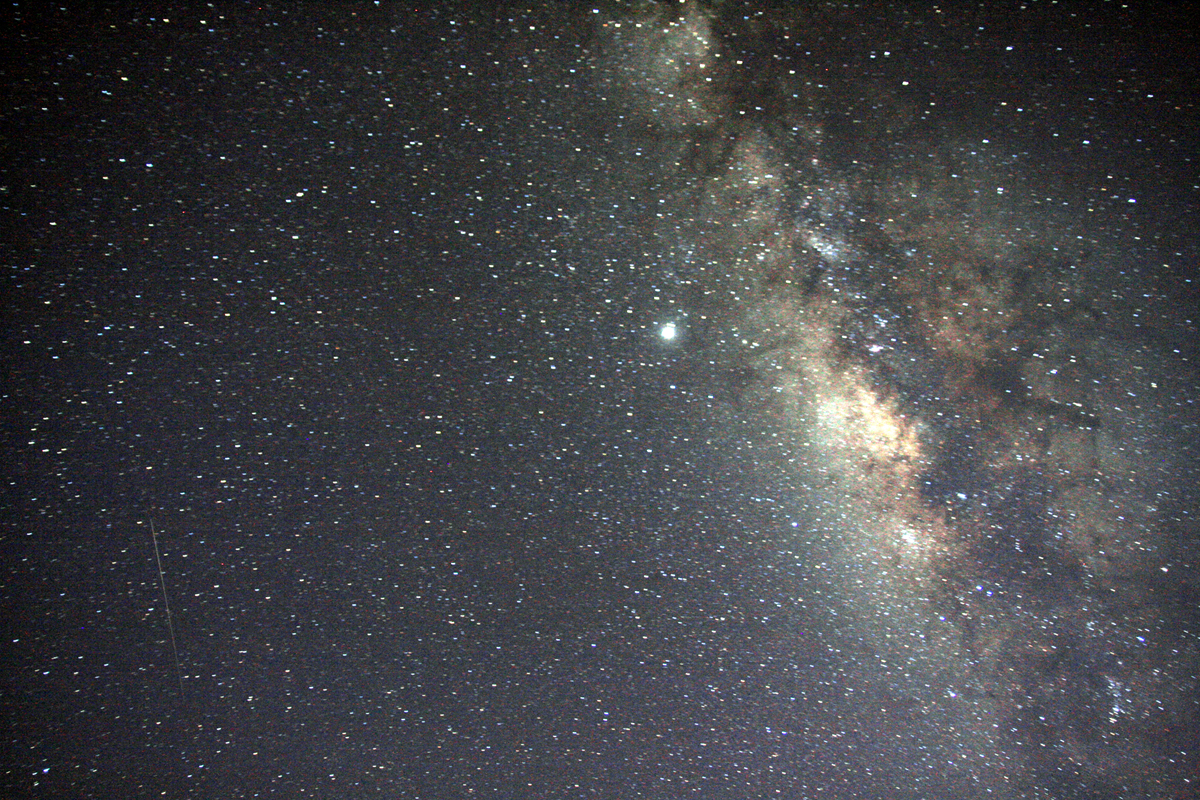
El Centre Galàctic de la Via Làctia i un meteorit

El filòsof grec Demòcrit (450-370 B.C.) va proposar que la banda brillant del cel estel·lar coneguda com a Via Làctia podia consistir en estrelles distants. Aristòtil (384-322 B.C.), tanmateix, creia que la Via Làctia podria haver estat causada per "la ignició de l'exhalació d'algunes estrelles que eren grans, nombroses i posades juntes" i que la "ignició es dona en la part superior de l'atmosfera, en la regió del món que és contínua amb els moviments del cel." L'astrònom àrab, Alhazen (965-1037 A.D.), ho va refutar amb el primer intent d'observar i calcular la paral·laxi de la Via Làctia, determinant que en no tenir cap paral·laxi havia d'estar molt allunyada de la Terra sense pertànyer a l'atmosfera."
L'astrònom persa, Abū Rayhān al-Bīrūnī (973-1048), va proposar que la Via Làctia podia ser una col·lecció d'innombrables nebuloses estel·lars. Ibn Bajjah ("Avempace", d. 1138) va proposar que la Via Làctia podia estar constituïda de diverses estrelles, però donant una imatge de continuïtat a causa d'un efecte de refracció en l'atmosfera terrestre. Ibn Qayyim Al-Jawziyya (1292-1350) va proposar que la Via Làctia podia ser "una miríada de petites estrelles empaquetades juntes en l'esfera d'estrelles fixes" i que aquestes estrelles són més grans que planetes.
La prova real de què la Via Làctia consistia en diverses estrelles va venir el 1610 quan Galileo Galilei va fer servir el telescopi per estudiar la Via Làctia i va descobrir que estava compost d'un enorme nombre d'estrelles febles. El 1750 Thomas Wright, en el seu Una teoria original o nova hipòtesi de l'Univers, va especular (correctament) que la Galàxia podia ser un cos en rotació d'un nombre enorme d'estrelles mantingudes juntes per les forces gravitatòries, de manera semblant al sistema solar però a una escala molt major. El disc resultant d'estrelles podia ser vist com una banda en el cel des de la nostra perspectiva a dins del disc. En un tractat de 1755, Immanuel Kant va desenvolupar més la idea de Wright sobre la Via Làctia.

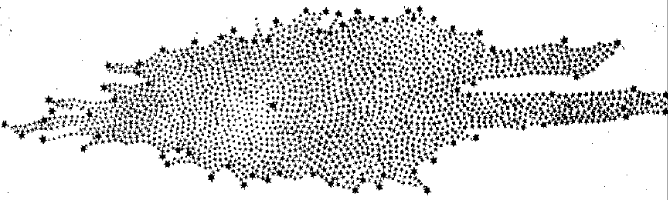
La forma de la Via Làctia deduïda del recompte d'estrelles per William Herschel el 1785; s'assumia que el sistema solar era vora el centre.

El primer intent de descriure la forma de la Via Làctia i la posició del Sol va ser duta a terme per William Herschel el 1785 comptant curosament el nombre d'estrelles de les diferents regions del cel. Va produir un diagrama de la forma de la galàxia amb el sistema solar a prop del centre. Fent servir una aproximació refinada, Kapteyn el 1920 va elaborar una imatge d'una petita (diàmetre d'uns 15 kiloparsecs) galàxia el·lipsoide amb el Sol a prop del centre. Un mètode diferent de Harlow Shapley basat en la cataloguització de cúmuls globulars el va portar a un dibuix radicalment diferent: un disc pla amb un diàmetre d'aproximadament uns 70 kiloparsecs i el Sol ben lluny del centre. Ambdues anàlisis varen fallar en la no presa en consideració de l'absorció de llum per pols interestel·lar present en el pla galàctic, però quan després Robert Julius Trumpler va quantificar aquest efecte el 1930 en estudiar els cúmuls oberts, és quan es va dibuixar la imatge actual de la Via Làctia.

### Distinció d'altres nebuloses

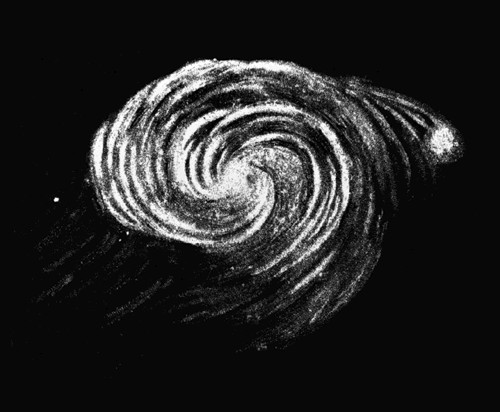
Esbós de la galàxia del remolí fet per Lord Rosse el 1845

En el segle x, l'astrònom persa, Abd al-Rahman al-Sufi (conegut a occident com a Azophi), va fer la primera observació registrada de la Gran Galàxia d'Andròmeda, descrivint-la com un "petit núvol". Al-Sufi també va identificar el Petit Núvol de Magalhães, que tot i no ser visible des d'Esfahan ho és des del Iemen; per això no va ser vist pels europeus fins al viatges de Magalhães en el segle xvi. Aquestes varen ser les primeres galàxies a més de la Via Làctia que varen ser observades des de la Terra. Al-Sufi va publicar les seves descobertes en el seu Llibre dels Estels Fixos de 964.

## Tipus i morfologia

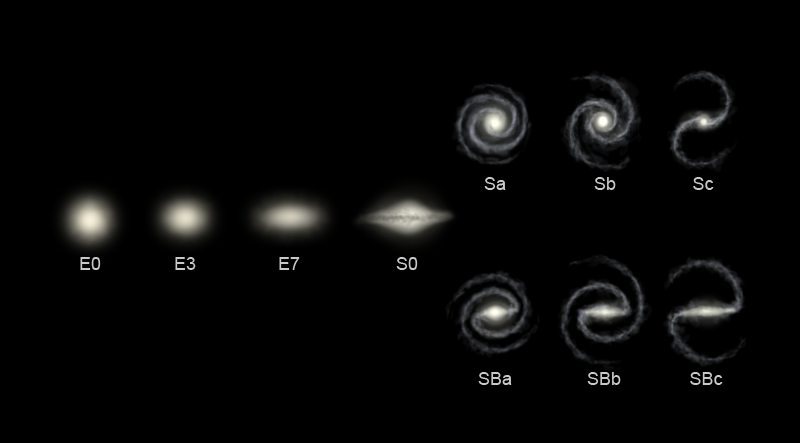
Tipus de galàxies d'acord amb l'esquema de classificació del Hubble. Una E indica un tipus de galàxia el·líptica; una S en espiral; i SB és una espiral barrada.

Hi ha tres tipus principals de galàxies: el·líptiques, espirals, i irregulars. Una classificació més precisa de les galàxies basada en la seva aparença és la donada per la seqüència Hubble. Com que es basa completament en l'aparença morfològica, pot ometre altres característiques distintives importants com la velocitat de formació d'estrelles (en galàxies d'esclat d'estrelles) i l'activitat en el nucli (en galàxies actives).

### Seqüència de Hubble
La Seqüència de Hubble és una classificació de tipus de galàxies desenvolupada per Edwin Hubble l'any 1936. També se la coneix com diagrama diapasó a conseqüència de la forma de la seva representació gràfica. Aquesta seqüència divideix les galàxies en els següents tipus:
- Galàxies el·líptiques (E0-7): tenen forma el·líptica, amb una distribució bastant uniforme de les estrelles per tot arreu. El nombre indica el grau d'excentricitat: les galàxies E0 són gairebé rodones, mentre E7 són molt aplanades. El nombre indica només l'aparença de la galàxia al cel, no la seva geometria real.
- Galàxies lenticulars (S0 i SB0) semblen tenir una estructura de disc amb una concentració d'estrelles central projectant d'ell. No mostren cap estructura espiral.
- Galàxies espirals (Sa-d) tenen una concentració d'estrelles central i un disc aïllat que presenta braços espirals. Els braços estan centrats al voltant de la protuberància, variant des dels molt arremolinats i poc definits (Sa) als molt solts i definits (Sc i Sd). Així mateix, mentre que a les primeres la concentració central és molt pronunciada, en aquests últims ho és bastant menys, i -excepte excepcions- la quantitat d'estrelles joves i la proporció de gas van augmentant al llarg de la seqüència.
- Galàxies espirals barrades (SB0/ad) tenen una estructura en espiral, similar a les galàxies espirals però els braços es projecten des del final d'una "barra" central en lloc d'emanar d'una concentració central, com cintes als extrems d'una batuta. De nou, SBa a SBd indica com d'arremolinats estan aquests braços i el grau de desenvolupament de la concentració central i -de nou, excepte excepcions- a l'anar progressant en la seqüència, la quantitat de gas i estrelles joves va augmentant.
- Galàxies espirals intermèdies (SAB0/ac) tenen una morfologia intermèdia entre les galàxies espirals i les galàxies espirals barrades.
- Galàxies irregulars (Irr) es divideixen en Irr-I, que mostren estructura espiral deformada, i Irr-II per les galàxies que no encaixen en cap altra categoria

## Formació i evolució
L'estudi de la formació i evolució galàctica prova de respondre a les preguntes al voltant de com es van formar les galàxies i la seva ruta evolutiva al llarg de la història de l'Univers. Algunes teories en aquest camp han esdevingut ara àmpliament acceptades, però encara és una àrea activa de l'astrofísica.

### Formació
Els models cosmològics actuals de l'Univers primigeni estan basats en la teoria del big-bang. Uns 300.000 anys després d'aquest esdeveniment, els àtoms d'hidrogen i heli varen començar a formar-se, en un esdeveniment anomenat recombinació de fa 240.000-310.000 anys. Gairebé tot l'hidrogen era neutral (no-ionitzat) absorbia fàcilment la llum, i encara no s'havien format estrelles. Com a resultat, aquest període és anomenat l'«Edat Fosca». Va ser de les fluctuacions de densitat (o les irregularitats anisotròpiques) en aquesta matèria primordial que les grans estructures varen començar a aparèixer. Com a resultat, les masses de matèria bariònica va començar a condensar-se en halos freda de matèria fosca. Aquestes estructures primordials es convertiria en les galàxies que veiem avui.
El 2006 es va trobar evidències de l'aparença de les galàxies primerenques quan es va descobrir que la galàxia IOK-1 té un inusual desplaçament cap al vermell de 6,96, corresponent a uns 750 milions d'anys després del big-bang, convertint-la amb la galàxia més distant i primordial coneguda. Encara que altres científics han indicat que altres objectes (com l'Abell 1835 IR1916) tenen desplaçaments cap al vermell més elevats (i per tant se'ls està veient en un estadi més primerenc de l'evolució de l'Univers), l'edat i composició de l'IOK-1 han estat establertes de manera més fiable. L'existència d'aquestes protogalàxies suggereix que es devien formar durant l'"Edat Fosca".
El procés detallat pel qual la formació d'aquest tipus de galàxia es va donar és una de les principals preguntes obertes en el camp de l'astronomia. Les teories es poden dividir en dues categories: de dalt a baix i de baix a dalt. En les teories de dalt a baix (com el model de Eggen–Lynden-Bell–Sandage [ELS]), les protogalàxies es formen en un col·lapse simultani a llarga escala d'aproximadament cent milions d'anys. En les teories de baix a dalt (com el model Searle-Zinn [SZ]), les estructures petites com els cúmuls globulars es formen primerament, i després un nombre d'aquests objectes s'agrega per formar una galàxia més gran. Les teories modernes s'han de modificar per tenir en compte la presència probable de grans halos de matèria fosca.
Un cop les protogalàxies comencen a formar-se i contraure's, els primers hal·lo estel·lars (anomenats estrelles de població III) hi apareixen. Aquests estan composts quasi completament d'hidrogen i heli, i poden haver estat massius. En aquest cas, aquestes enormes estrelles haurien d'haver consumit ràpidament el seu combustible, esdevenint supernoves que alliberin elements pesants en el medi interestel·lar. Aquesta primera generació d'estrelles va reionitzar l'hidrogen neutral que els envoltava, creant bombolles en expansió d'espai a través de les quals la llum podria viatjar-hi amb facilitat.

### Evolució

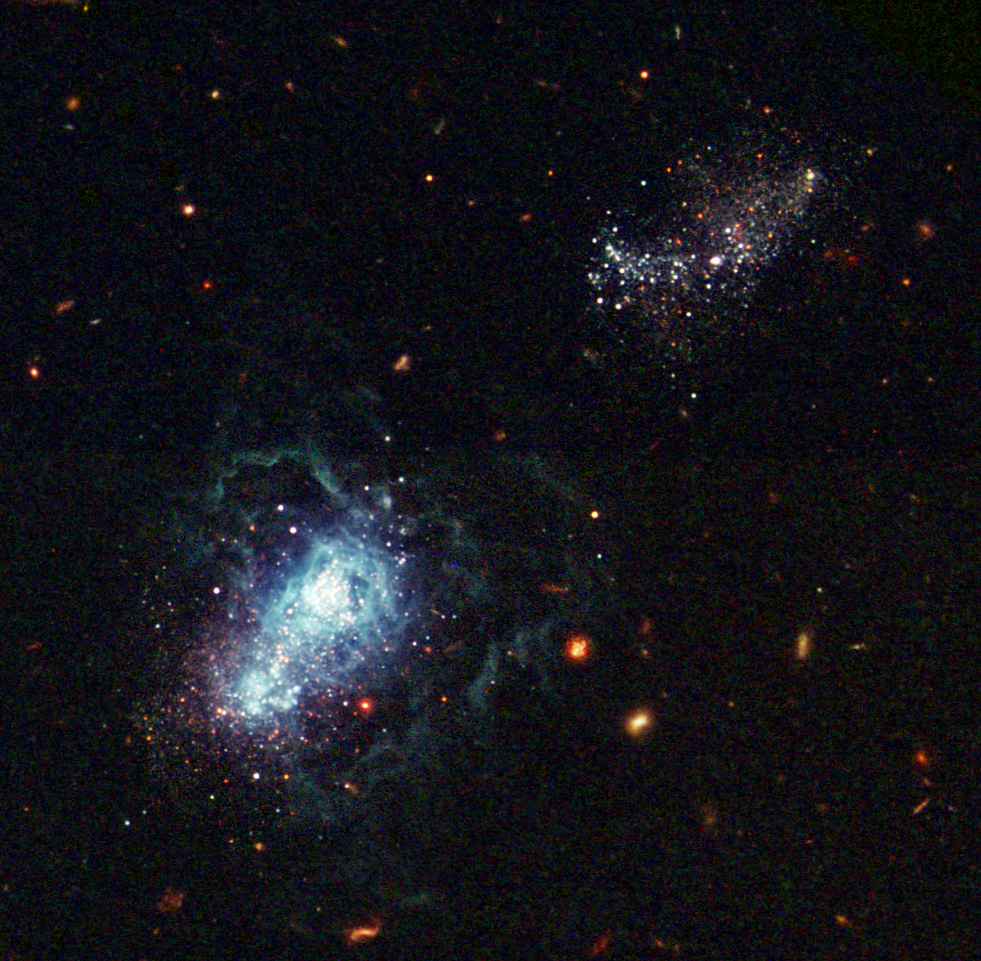
I Zwicky 18 (a baix a l'esquerra) sembla una galàxia en els primers estadis de formació.

En uns mil milions d'anys de la formació de galàxies, les estructures principals comencen a aparèixer. Es formen els cúmuls globulars, el forat negre supermassiu central, i un bulb de poca metal·licitat. La creació de forats negres supermassius sembla tenir un paper important en regular activament el creixement de les galàxies limitant la quantitat total de matèria addicional afegida. Durant aquesta època primigènia, les galàxies també varen tenir una taxa molt elevada de formació d'estrelles.
Durant els següents dos mil milions d'anys, la massa acumulada s'assenta en el disc galàctic. Una galàxia continuarà absorbint al llarg de la seva vida el material que es precipiti des dels núvols d'alta velocitat i les galàxies nanes. Aquesta matèria és pràcticament hidrogen i heli. El cicle de naixement i mort estel·lar va augmentant lentament l'abundància d'elements pesants, permetent eventualment la formació de planetes.
L'evolució de les galàxies pot estar significativament afectada per interaccions i col·lisions. La fusió de galàxies era comuna durant les èpoques primerenques, i la majoria de galàxies eren de morfologia peculiar. Degut a les distàncies entre les estrelles, la gran majoria de sistemes estel·lars de galàxies en col·lisió no es veuran afectades. Tanmateix, l'extracció gravitatòria del gas i la pols interestel·lars que conformen els braços espirals produeix una llarga corrua d'estrelles conegudes com a cues de marea. Exemples d'aquestes formacions poden ser contemplades a NGC 4676 o al Antennae Galaxies.
Com a exemple d'aquest tipus d'interacció, la Via Làctia i la veïna Gran Galàxia d'Andròmeda s'estan movent l'una cap a l'altra a una velocitat d'una 130 km/s, i —depenent dels moviments laterals— les dues poden col·lidir dintre d'uns cinc o sis mil milions d'anys. Tot i que la Via Làctia mai ha col·lidit abans amb una galàxia tan gran com la d'Andròmeda, l'evidència de col·lisions passades de la Via Làctia amb galàxies nanes més petites està augmentant.
Aquest tipus d'interaccions a gran escala són rares. Així que va passant el temps, la fusió de dos sistemes de mida igual s'esdevé menys comú. La majoria de galàxies brillants han romàs fonamentalment sense canvis durant els últims milers de milions d'anys, i la taxa neta de formació d'estrelles probablement també va arribar al seu punt màxim fa aproximadament uns deu mil milions d'anys.

## Galàxies veïnes
| Nom                      | Distància (anys llum) |
| ------------------------ | --------------------- |
| Núvols del Magalhães     | 200.000               |
| Nana del Drac            | 300.000               |
| Nana de l'Ossa Menor     | 300.000               |
| Nana de l'Escultor       | 300.000               |
| Nana del Forn            | 400.000               |
| Nana del Lleó I          | 700.000               |
| Galàxia de Barnard       | 1.700.000             |
| Messier 32               | 2.100.000             |
| Gran Galàxia d'Andròmeda | 2.200.000             |
| Galàxia del Triangle     | 2.700.000             |